# Marathon van Xiamen 2016
ИDe marathon van Xiamen 2016 werd gelopen op zaterdag 2 januari 2016. Het was de veertiende editie van deze marathon. Het evenement heeft de status IAAF Gold Label Race.
De Keniaan Vincent Kipruto bereikte bij de mannen als eerste de finish in 2:10.18. Hij had hiermee slechts twee seconden voorsprong op Tola Shura uit Ethiopië. Bij de vrouwen ging de Ethiopische Worknesh Edesa met de hoogste eer strijken; zij zegevierde in 2:24.04.

## Uitslagen

### Mannen
| rang   | naam            | land | tijd    |
| ------ | --------------- | ---- | ------- |
| Goud   | Vincent Kipruto | KEN  | 2:10.18 |
| Zilver | Tola Shura      | ETH  | 2:10.20 |
| Brons  | Feyisa Bekele   | ETH  | 2:11.09 |
| 4      | Mekuant Gebre   | ETH  | 2:11.38 |
| 5      | Abdela Godana   | ETH  | 2:12.17 |
| 6      | Alemu Gemechu   | ETH  | 2:12.56 |
| 7      | Kaleab Selomon  | ETH  | 2:15.21 |
| 8      | Adama Girma     | ETH  | 2:15.40 |

### Vrouwen
| rang   | naam            | land | tijd    |
| ------ | --------------- | ---- | ------- |
| Goud   | Worknesh Edesa  | ETH  | 2:24.04 |
| Zilver | Marta Megra     | ETH  | 2:24.32 |
| Brons  | Fantu Eticha    | ETH  | 2:26.53 |
| 4      | Meseret Legese  | ETH  | 2:27.07 |
| 5      | Mirriam Wangari | KEN  | 2:33.27 |
| 6      | Kum-Ok Kim      | PRK  | 2:36.17 |
| 7      | Rahama Chota    | ETH  | 2:37.14 |
| 8      | Hyang-Ok Kim    | PRK  | 2:41.59 |

2003 ·
2004 ·
2005 ·
2006 ·
2007 ·
2008 ·
2009 ·
2010 ·
2011 · 
2012 ·
2013 · 
2014 ·
2015 ·
2016 ·
2017